# Giovanni Minozzi
(Giovanni Minozzi)
Giovanni Domenico Roberto Minozzi (Preta, 19 ottobre 1884 – Roma, 11 novembre 1959) è stato un presbitero italiano cofondatore, insieme a Giovanni Semeria, dell'Opera nazionale per il Mezzogiorno d'Italia.

## Biografia
Minozzi nacque a Preta, frazione di Amatrice, all'epoca territorio d'Abruzzo e oggi provincia di Rieti.
Quarto di nove fratelli (cinque maschi e quattro femmine), i genitori erano una coppia di pastori, Pietro e Mariantonia Fonzi. Cresce in un ambiente molto religioso, per merito della madre e soprattutto dello zio sacerdote don Giuseppe Minozzi, modello ispiratore per Giovanni.
Alla morte dello zio, comincia a maturare in lui la vocazione sacerdotale e grazie al sacrificio della famiglia, lui e suo fratello Serafino si trasferiscono a Roma. Continua gli studi ginnasiali presso il Seminario Vaticano, dove comincia a rivestire i primi incarichi di responsabilità. Durante questo periodo, suo padre muore. Prosegue gli studi teologici in un periodo di conflitti, tra chi spinge per il rinnovamento nella Chiesa e chi vi si oppone: Giovanni è tra i primi e questo è per lui fonte di sofferenza.
Viene ordinato presbitero il 5 luglio 1908 nella Chiesa dell'Apollinare mentre il 12 luglio celebra la sua prima Messa a Preta. Nell'autunno 1908 si iscrive all'Università La Sapienza, dove studia Lettere per quattro anni e approfondisce lo studio dell'arabo e dell'ebraico. Nel frattempo, svolge la propria attività pastorale nella campagna romana e comincia a frequentare il Cenacolo culturale di padre Giovanni Genocchi, dei Missionari del Sacro Cuore, dove può finalmente discutere dei problemi attuali della Chiesa.
Nel 1912 diviene cappellano militare durante la guerra italo-turca ed in seguito, durante la prima guerra mondiale, fonda una rete di "Case del soldato": sono strutture di servizio scolastico e ricreativo con biblioteche, sale di scrittura, lettura e scuole per analfabeti.
Nel 1916 avviene a Udine l'incontro con il barnabita padre Giovanni Semeria, che insieme all'esperienza della guerra lo porta a dedicare il resto della propria vita ai bambini orfani di guerra. Disse di lui Padre Semeria:
(Padre Semeria)
Al termine della Grande Guerra, nel novembre del 1918 a Belluno, i due sacerdoti decidono di fondare l'Opera Nazionale per il Mezzogiorno d'Italia. La prima sede viene inaugurata il 15 agosto 1919 ad Amatrice per ospitare inizialmente dodici bambine rese orfane dalla guerra.
L'Opera viene riconosciuta come Ente Morale con Regio Decreto il 13 gennaio 1921.
Dopo il primo istituto per gli orfani di guerra di Amatrice, nascono quelli di Potenza e di Gioia del Colle, seguite da centinaia di istituzioni nell'intero Mezzogiorno tra orfanotrofi, scuole, asili, centri di formazione professionale di tipo agrario e di indirizzo artigianale, di tipografia, falegnameria, calzoleria ed Istituti Superiori.
Il 30 ottobre 1925 fonda la Pia Associazione della Famiglia dei Discepoli, coadiuvato da quattro sacerdoti tra cui il suo collaboratore padre Tito Pasquali, per rafforzare l'attività dell'Opera. Il 13 agosto 1930, Mons. Ludovico Cattaneo, vescovo di Ascoli Piceno (Amatrice a quel tempo apparteneva alla diocesi ascolana), con un decreto la riconosce come Congregazione di diritto diocesano.

Il 15 marzo 1931, Padre Semeria muore, lasciandolo solo alla guida dell'Opera che continua a svilupparsi non senza difficoltà, sempre affrontate con fede, come egli stesso confida all'amico Tito: 
(Padre Giovanni Minozzi)

Padre Tito Pasquali ricorda in proposito: 
(Padre Tito Pasquali)
Il 15 agosto 1940 ad Amatrice fonda insieme a Madre Maria Valenti, la Pia Associazione femminile delle Ancelle del Signore, approvata dall'Ordinario Mons. Ambrogio Squintani. Il 15 agosto 1961, Mons. Marcello Morgante, sempre ad Ascoli Piceno, la eleva a Congregazione di diritto diocesano.
Il 15 gennaio 1947, Padre Giovanni viene ricevuto in udienza privata da Papa Pio XII, che lo benedice e gli consegna un milione di lire per le necessità dell'Opera. Il mese successivo, Padre Giovanni parte per gli Stati Uniti dove rimane per un anno: qui costituisce un comitato permanente italo-americano per gli orfani di guerra con sede a 44 Whitehall Street a New York, appoggiandosi alle Case religiose degli Orionini, Scalabriniani, Salesiani e dei parroci italiani. Qui raccoglie molte offerte, che poi confluiranno nella costruzione dell'Istituto "Figli d'Italia" a Cassino.
Da ricordare le celebrazioni degli Anni Santi dell'Opera, avvenute nel 1925, nel 1933 e, in particolare, nel 1950, quando ai 1300 orfani giunti a Roma fu offerto il pranzo rispettivamente dal Presidente del Consiglio, dal Presidente della Repubblica e dal Papa, per ciascuno dei tre giorni di permanenza.
Nel 1941, durante la prima Assemblea (Capitolo) della Famiglia dei Discepoli, una parte dei più giovani decide di lasciare la congregazione sotto la guida del Segretario Generale, don Luigi Costanzo, arrecando un grande dolore al padre che riponeva in loro molte speranze.

Il 30 settembre 1959, durante la notte, le sue condizioni di salute peggiorano, tanto da rendere necessario il ricovero presso l'ospedale Fatebenefratelli, camera nº40. Il 16 ottobre viene confermata la diagnosi iniziale di tumore maligno al peritoneo. Nel giorno del suo 75º compleanno, dice:
(Padre Giovanni Minozzi)
Nei giorni successivi, mentre la sua salute peggiora e il dolore aumenta, vanno a fargli visita discepoli, ancelle, ex-alunni, personalità ecclesialestiche, politiche e militari. Il papa gli fa pervenire la sua benedizione mentre il presidente della Repubblica si informa quotidianamente sulla sua situazione. Saldo nella fede, riceve l'Unzione degli Infermi e benedice i confratelli del consiglio generale.
La mattina dell'11 novembre, dopo aver baciato per l'ultima volta il crocifisso, alle ore 10.15, muore.
Il 14 novembre si tengono i funerali nella chiesa di Nostra Signora del Sacro Cuore a Piazza Navona. Il corpo viene portato nel cimitero di Amatrice, dopo aver sostato per una notte nell'Istituto Femminile dove quaranta anni prima era nata l'Opera.
Il 13 agosto 1961 le spoglie sono tumulate presso la cripta della Chiesa di Maria Santissima Assunta, all'interno del primo orfanotrofio maschile da lui fondato, sito in Amatrice. La tomba diventa così meta di pellegrinaggio per i discepoli e per quanti lo hanno conosciuto in vita.

Il 7 maggio 1999 il Card. Camillo Ruini, Vicario del santo Padre per la diocesi di Roma, apre ufficialmente il processo canonico di beatificazione, dicendo: 
L'11 aprile 2008, inizia ufficialmente l'Inchiesta Diocesana in san Giovanni in Laterano.
Il 25 novembre 2011, si è conclusa in Vicariato a Roma, presenti Autorità, Familiari, Alunni, Educatori ed Educatrici sia religiosi sia laici, Ex-Alunni, estimatori (oltre 600 persone presenti) con la solenne cerimonia presieduta dal Vicario di Sua Santità il Cardinale Agostino Vallini, la fase diocesana della causa ed è iniziata la fase romana con la consegna dei materiali raccolti alla Sacra Congregazione delle Cause dei Santi.
I due ordini religiosi, la famiglia dei Discepoli e le Ancelle del Signore, continuano ancora oggi la missione minozziana.
A Giovanni Minozzi è intitolata una casa di accoglienza a Roma.

## Scritti
Durante la sua vita, Padre Giovanni Minozzi ha prodotto una serie di pubblicazioni, oggi disponibili presso le sedi dell'Opera.
- BUONA NOTTE
- CONSIDERAZIONI SULLA PASSIONE DI GESU'
- COSTITUZIONI DELLA FAMIGLIA DEI DISCEPOLI
- DE PROFUNDIS
- ENZO SANTARELLI
- EVANGELI DOMENICALI
- FAUSTO SALVADORI
- GIOVANNI GROSOLI
- GIULIO SALVADORI
- I SANTI DELL'ANNO SANTO
- IL PICCOLO FIORE "SANTA TERESINA"
- IL PIETOSO LAMENTO DI MARIA VERGINE
- IL RICORDO D'AMORE - IL SANTO ROSARI
- LA PREGHIERA DI DANTE - L'ALA PIÙ PURA
- L'AMOR CHE VIVE - LETTERE SPIRITUALI
- L'OPERA NAZIONALE PER IL MEZZOGIORNO D'ITALIa
- L'ORA CHE VOLGE
- LUCANIA NON VERDE
- MAGNIFICAT
- MANOSCRITTI "1, 2, 3, 4"
- MEDITAZIONI
- MEDITAZIONI PER LE ANCELLE
- MEDITAZIONI PER LE ANCELLE DEL SIGNORE
- MISERERE
- MONTE CASSINO NELLA STORIA DEL RINASCIMENTO
- NORME DI VITA
- NUMERO SPECIALE DI EVANGELIZZARE
- OMBRE CARE
- OPERA NAZIONALE "ORFANOTROFI DI AMATRICE
- PADRE GIOVANNI SEMERIA
- PAOLO SEGNERI "1"
- PAOLO SEGNERI "2"
- PATER NOSTER
- PATRIOTA ABRUZZESE
- PREGHIERE E CANTI SACRI
- PRINCIPI EDUCATIVI "COLLANA EVANGELIZARE"
- PRO ESPULSI
- RICORDANDO
- RICORDI DI GUERRA VOLUME 1
- RICORDI DI GUERRA VOLUME 2
- RIFUGI DELLO SPIRITO
- RITUALAE DISCIPULORUM
- SAN BERNARDINO DA SIENA
- SAN FILIPPO NERI
- SAN FRANCESCO DI PAOLA
- SAN GABRIELE ADDOLORATA
- SAN VINCENZO FERRERI
- UN COSPIRATORE DI ABRUZZO